# Kοilada Erythrοpοtamou: Asvestades, Koufovounο, Vrysika
Kοilada Erythrοpοtamou: Asvestades, Koufovounο, Vrysika este o arie protejată (arie de protecție specială avifaunistică — SPA) din Grecia întinsă pe o suprafață de 9.408,82 ha, integral pe uscat.

## Localizare
Centrul sitului Kοilada Erythrοpοtamou: Asvestades, Koufovounο, Vrysika este situat la coordonatele 41°22′03″N 26°21′15″E / 41.36759°N 26.354198°E.

## Înființare
Situl Kοilada Erythrοpοtamou: Asvestades, Koufovounο, Vrysika a fost declarat arie de protecție specială avifaunistică în martie 2010 pentru a proteja 40 de specii de animale.

## Biodiversitate
Situată în ecoregiunea mediteraneană, aria protejată nu include niciun habitat protejat.
La baza desemnării sitului se află mai multe specii protejate de  păsări (40): uliu cu picioare scurte (Accipiter brevipes), minunița (Aegolius funereus), ciocârlie-de-câmp (Alauda arvensis), fâsă-de-câmp (Anthus campestris), lăstunul mare (Apus apus), buha (Bubo bubo), șorecarul comun (Buteo buteo), ciocârlie-cu-degete-scurte (Calandrella brachydactyla), caprimulg (Caprimulgus europaeus), șerpar (Circaetus gallicus), erete vânăt (Circus cyaneus), erete alb (Circus macrourus), prepeliță (Coturnix coturnix), cristeiul de câmp (Crex crex), gușă vânătă (Cyanecula svecica), lăstun de casă (Delichon urbicum), ciocănitoare de grădină (Dendrocopos syriacus), egretă mică (Egretta garzetta), presură de grădină (Emberiza hortulana), Hippolais olivetorum, rândunică (Hirundo rustica), stârc pitic (Ixobrychus minutus), capîntortură (Jynx torquilla), sfrâncioc roșiatic (Lanius collurio), sfrânciocul cu frunte neagră (Lanius minor), Lanius nubicus, pescăruș râzător (Larus ridibundus), Leiopicus medius, ciocârlie de pădure (Lullula arborea), prigoare (Merops apiaster), cormoran mic (Microcarbo pygmaeus), codobatura galbenă (Motacilla flava), stârc de noapte (Nycticorax nycticorax), grangur (Oriolus oriolus), vrabie negricioasă (Passer hispaniolensis), viespar (Pernis apivorus), Phalacrocorax carbo sinensis, lăstun de mal (Riparia riparia), turturică (Streptopelia turtur), Tachymarptis melba.
Pe lângă speciile protejate, pe teritoriul sitului au mai fost identificate 4 specii de păsări.